# Мародери (фільм)
«Мародери» (англ. Marauders) — американський кримінальний бойовик з елементами трилера режисера Стівена С. Міллера, знятий за сценарієм Майкла Коді та Кріса Сівертсона, з Крістофером Мелоні, Брюсом Віллісом, Дейвом Батистою та Едріаном Греньє у головних ролях. Прем'єра стрічки відбулась 1 липня 2016 року за сприяння Lionsgate Premiere.

## Сюжет
У Цинциннаті четверо злодіїв здійснюють збройне пограбування 3 мільйонів доларів з Національного банку Губерта. Злочинці вбивають менеджера Стівена Гатчінсона. Спільне розслідування ФБР і поліції міста цієї справи очолює спеціальний агент Джонатан Монтгомері. Криміналістична експертиза знаходить відбиток, який належить мертвому рейнджеру Армії США Ті Джею Джексону. Згідно з офіційним звітом, у 2011 році загін Ті Джея захопив цивільну особу Олександра Губерта з метою викупу. Обмін не відбувся, а Олександр та Рейнджери були вбиті командою спецпризначенців. Як єдиний спадкоємець, Джеффрі Губерт, брат Олександра, став президентом Hubert International. За серійними номерами ФБР виявляє 3 мільйони доларів, які злодії передали в благодійний фонд.
У пограбуванні іншого відділення банку Губерта, злочинці крадуть готівку та вміст особистих комірок, що належать Губерту та сенатору штату Огайо Куку. Працівника відділу безпеки банку Девіда Даглі вбивають, залишивши кулю .45 з відбитком пальця Ті Джея. Даглі командував рейнджерами, які захопили Олександра Губерта, але не брав участь у викупі. Монтгомері отримує фотодокази гомосексуальних стосунків Губерта та Кука, а злодії зламують ноутбук Монтгомері та переконують його в необхідності розібратися у корупції Губерта. Третій напад був здійснений під час спілкування ФБР з Губертом. Одного злочинця було вбито. Жертви Гатчінсон і Даглі були давніми учасниками елітного загону разом з Куком.
Монтгомері отримує файл в якому детально описано змову щодо вбивства та його приховування. Інформація стає відома ЗМІ: Губерт домовився з Куком, щоб запобігти отримання компанії Олександром. Рейнджери почали виконувати завдання з усунення терористичної загрози в Коста-Риці, якої не існувало. Їх почали вважати шахраями, тому вони потрапили в засідку групи спецпризначенців. Ті Джей — єдиний, хто вцілів завдяки снайперу Веллсу.
Через замороження активів Губерт робить великі несанкціоновані вилучення готівки для втечі з країни. Ті Джея бере під варту ФБР. Агента Веллса розкривають як очільника серії пограбувань. Він запланував злочини як помсту за різанину. Детектив Мімс, якого мучить сумління, благає Веллса про повернення викрадених грошей як спокуту. Веллс все ж таки вбиває його.
Через деякий час Монтгомері відстежує Губерта в Мексиці. Він дізнається, що Веллс готується вбити Губерта в ресторані. Монтгомері сідає за стіл Губерта та вбиває його. Веллс стріляє в охоронця та покидає заклад.

## У ролях
| Актор               | Роль                |
| ------------------- | ------------------- |
| Крістофер Мелоні    | Джонатан Монтгомері |
| Брюс Вілліс         | Джефрі Губерт       |
| Дейв Батиста        | агент Стоквелл      |
| Едріан Греньє       | спецагент Веллс     |
| Тексас Беттл        | Джей Джексон        |
| Джонатон Шек        | детектив Мімс       |
| Лідія Галл          | Лідія Чейз          |
| Тайлер Джон Олсон   | Зак Дероган         |
| Крістофер Роб Бовен | Бредлі Тіган        |
| Денні А. Абекасер   | Антоніо Леон        |
| Річі Ченс           | Девід Даглі         |
| Тара Голт           | Ванеса Адлер        |
| Керолін Еліс        | Марта               |
| Кріс Гілл           | Джеймс Джексон      |
| Джесс Прует         | Карл Бартендер      |

## Виробництво
9 вересня 2015 року було оголошено, що Стівен С. Міллер буде режисером фільму про пограбування банку під назвою «Мародери» за сценарієм Майкла Коді та Кріса Сівертсона. Брюс Вілліс, Крістофер Мелоні та Дейв Батиста отримали ролі у стрічці, фінансуванням і виробництвом якої займатиметься Emmett/Furla/Oasis Films, а розповсюдженням — Lionsgate Premiere. Ролі також отримали Лідія Галл, Тайлер Олсон, Крістофер Роб Бовен та Денні А. Абекасер. Рендалл Еммет та Джордж Фурла стали продюсерами стрічки від Emmett/Furla/Oasis Films разом з Джошуа Гаррісом та Розі Шарбонно від 4th Wall Entertainment. 25 вересня 2015 року до акторського складу приєднався Едріан Греньє.

### Зйомки
Основні зйомки фільму розпочалася 25 вересня 2015 року в Цинциннаті, штат Огайо. Перший день зйомок проходив у будівлі Діксі Термінал. 26 вересня 2015 року зйомки відбувалися в Stock Yard Bank&Trust, який був перетворений на Національний банк Губерта. До 16 жовтня знімальна група була помічена у центрі міста Цинциннаті та Овер-Зе-Рейні.

## Випуск
Фільм вийшов 1 липня 2016 року за сприяння Lionsgate Premiere.

### Критика
Стрічка отримала негативні відгуки критиків. На Rotten Tomatoes фільм має рейтинг 25 % на основі 19 відгуків із середньою оцінкою 4,0/10. На Metacritic фільм має оцінку 42 зі 100, спираючись на 6 оглядів критиків, що вказує на «змішані чи середні відгуки».